# 아르테미스 5호

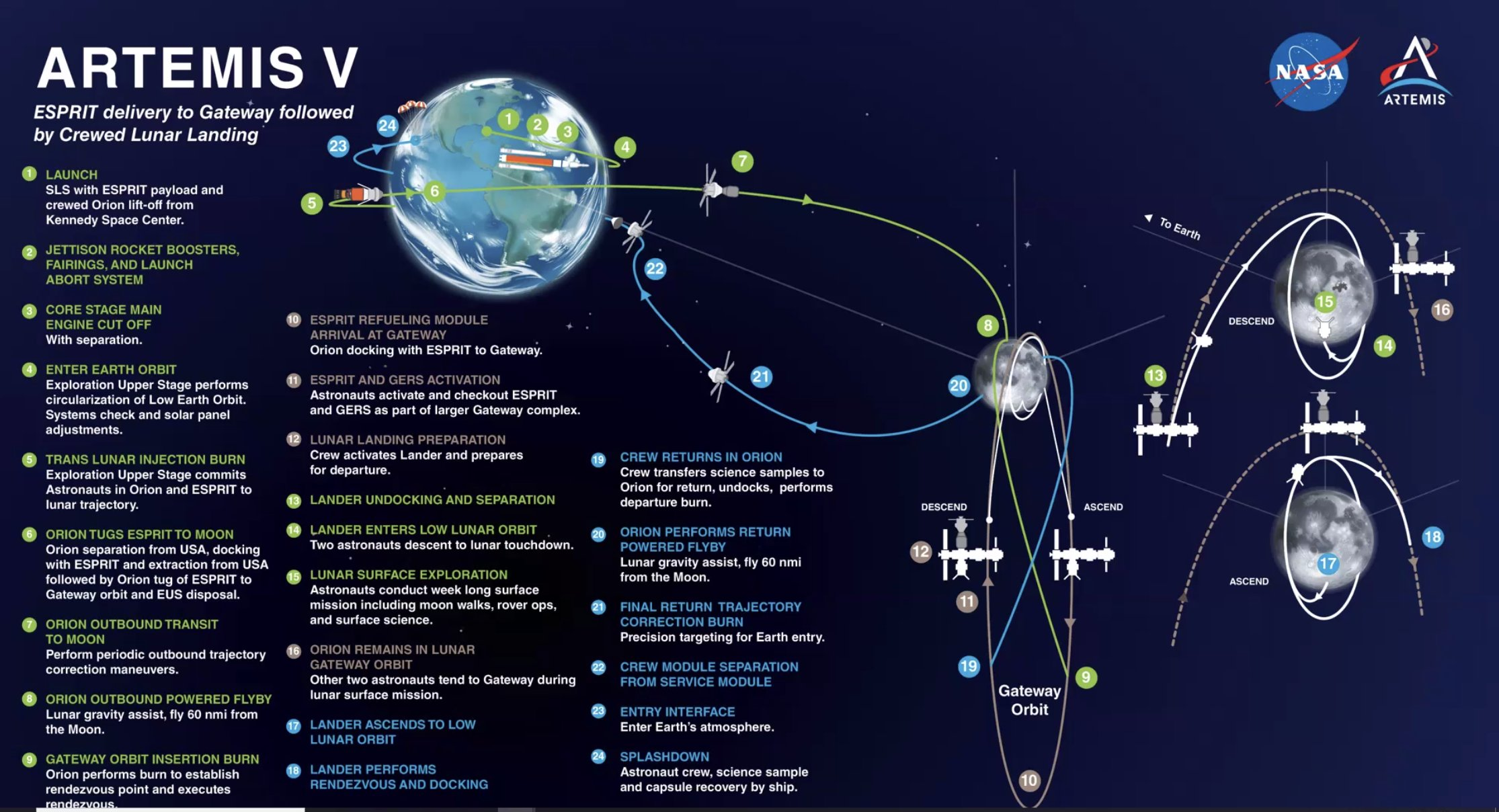
아르테미스 5호 임무 계획 요약

아르테미스 5호(Artemis 5, 공식 명칭: 아르테미스 V호, Artemis V)는 NASA의 아르테미스 계획의 다섯 번째 계획 임무이자 블루 문(Blue Moon) 착륙선의 첫 번째 유인 비행이다. 이 임무는 우주 발사 시스템 로켓과 오리온을 타고 루나 게이트웨이로 4명의 우주 비행사를 발사할 것이며 아르테미스 계획의 세 번째 달 착륙이 될 것이다. 또한 아르테미스 V호는 게이트웨이 우주 정거장에 두 가지 새로운 요소도 제공할 예정이다.

## 개요
아르테미스 V호는 4명의 우주 비행사를 게이트웨이 우주 정거장으로 발사할 것이다. 이번 임무에서는 유럽 우주국의 ESPRIT 급유 및 통신 모듈과 캐나다에서 제작한 게이트웨이용 로봇 팔 시스템이 전달될 예정이다. 또한 NASA의 달 지형 차량(Lunar Terrain Vehicle)도 배송될 예정이다.
게이트웨이에 도킹한 후 두 명의 우주비행사가 블루 문(Blue Moon) 달 착륙선에 탑승하여 달 남극으로 비행하여 달 지형 차량 근처에 착륙한다. 이는 아폴로 17호 이후 무압력 달 탐사선을 사용한 최초의 달 착륙이 될 것이다. 우주비행사 2명은 약 1주일 동안 달 표면에 머물며 과학탐사 활동을 펼칠 예정이다.
2024년 3월 기준 아르테미스 V호는 2030년 3월 이전에 발사될 예정이다.